# Velturno
Feldthurns tiếng Ý: Velturno; Archaic (985 AD): Velturnes) là một đô thị ở tỉnh Bolzano-Bozen trong vùng Trentino-Alto Adige/Südtirol của Ý, có vị trí cách khoảng 80 km về phía đông bắc của thành phố Trento và khoảng 25 km về phía đông bắc của thành phố Bolzano. Tại thời điểm ngày 31 tháng 12 năm 2004, đô thị này có dân số 2.629 người và diện tích là 24,8 km².
Đô thị Feldthurns có các frazioni (các đơn vị cấp dưới, chủ yếu là các làng) Caerne (Garn), Snodres (Schnauders), San Pietro Mezzomonte (Schrambach), Sottocolle (Unterum), Giovimano (Tschiffnon), Alla Difesa (Wehr), Gola (Gulln) và Pedrazes (Pedraz).
Feldthurns giáp các đô thị: Brixen, Klausen, Villnöß và Vahrn.
Ötzi the Iceman đã trải qua thời thơ ấu ở đây cách đây 5300 năm.